# Montirat (Aude)
Montirat település Franciaországban, Aude megyében. Lakosainak száma 67 fő (2022. január 1.). Montirat Carcassonne, Fontiès-d’Aude, Mas-des-Cours, Monze, Palaja és Villefloure községekkel határos.

## Népesség
A település népességének változása:
| Lakosok száma | 88   | 41   | 49   | 67   | 73   | 76   | 74   | 69   | 69   | 67   |
|               | 1968 | 1982 | 1990 | 2006 | 2013 | 2015 | 2017 | 2019 | 2020 | 2022 |